# Thoburnia hamiltoni
Thoburnia hamiltoni es una especie de peces de la familia Catostomidae en el orden de los Cypriniformes.

## Morfología
• Los machos pueden llegar alcanzar los 18 cm de longitud total.

## Hábitat
Es un pez de agua dulce y de clima templado.

## Distribución geográfica
Se encuentran en Norteamérica: río Dan en la  cuenca del río Roanoke (Virginia y Carolina del Norte, Estados Unidos ).